# Нижній Пінькай
Нижній Пінька́й (рос. Нижний Пинькай) — присілок в Кезькому районі Удмуртії, Росія.
Населення — 3 особи (2010; 14 в 2002).
Національний склад станом на 2002 рік:
- удмурти — 100 %

Урбаноніми:
- вулиці — Польова